# Konkurenty
Konkurenty (lat. concurrentes) či sluneční epakta byla čísla používaná pro určení neděle po jarním úplňku daného roku pro výpočet data Velikonoc. Čísla se opakovala v 28letém slunečním kruhu a měla v kombinaci se slunečními reguláry obdobnou funkci jako nedělní písmena.

## Konkurenty
Konkurenty se značily číslicemi 1–7, které označovaly den v týdnu počínaje nedělí, který připadal na 24. březen a tedy i 31. března, 7., 14. a 21. dubna. To sloužilo k určení, kdy bude velikonoční neděle, kterou je první neděle po prvním jarním úplňku nastávajícím mezi 21. březnem a 18. dubnem. Proč je zvolen 24. březen a ne např. 21. březen je dáno historicky a má orientální původ v alexandrijském výpočtu Velikonoc.
Konkurenty lze přímo odvodit z nedělních písmen, které označují datum první neděle v roce. V přestupném roce se odvozuje od druhého z dvojice písmen, protože březen je až po přestupném dni. Konkurentě 1 odpovídá denní písmeno 24. března, kterým je F.
| Nedělní písmeno | F | E | D | C | B | A | G |
| --------------- | - | - | - | - | - | - | - |
| Konkurenta      | 1 | 2 | 3 | 4 | 5 | 6 | 7 |

Konkurenty lze také odečíst z tabulky podle pořadí daného roku ve slunečním kruhu.
| Sluneční kruh | 1 | 2 | 3 | 4 | 5 | 6 | 7 | 8 | 9 | 10 | 11 | 12 | 13 | 14 | 15 | 16 | 17 | 18 | 19 | 20 | 21 | 22 | 23 | 24 | 25 | 26 | 27 | 28 |
| ------------- | - | - | - | - | - | - | - | - | - | -- | -- | -- | -- | -- | -- | -- | -- | -- | -- | -- | -- | -- | -- | -- | -- | -- | -- | -- |
| Konkurenta    | 1 | 2 | 3 | 4 | 6 | 7 | 1 | 2 | 4 | 5  | 6  | 7  | 2  | 3  | 4  | 5  | 7  | 1  | 2  | 3  | 5  | 6  | 7  | 1  | 3  | 4  | 5  | 6  |

Číslo se zvyšuje každý rok o 1, v přestupném roce (tučně) o 2.
Konkurentu je konečně také možné přímo vypočítat dle vzorce:
{\displaystyle k=(rok+{\frac {rok}{4}}+4)\mod 7}
Kde k je konkurenta a mod je zbytek po dělení sedmi. Pokud je k=0, je konkurenta 7.

## Sluneční reguláry
Sluneční reguláry (regulares solares mensium) sloužily ke zjištění dne v týdnu v jednotlivých měsících podle konkurenty. Regulára zvoleného měsíce se připočetla ke konkurentě daného roku a výsledkem bylo číslo dne v týdnu, kterým daný měsíc začínal. Pokud vyšlo číslo větší než 7, odečetlo se 7. Například v roce, který má konkurentu 1, je 24. březen nedělí a 1. březen pátek; pokud březnovou reguláru (5) přičteme ke konkurentě 1, vyjde nám (5+1) šestý den týdne, tedy pátek. Reguláry se původně měnily k 1. březnu a řídily se jimi proto i leden a únor následujícího roku.
| Datum    | 1. března | 1. dubna | 1. května | 1. června | 1. července | 1. srpna | 1. září | 1. října | 1. listopadu | 1. prosince | 1. ledna | 1. února |
| -------- | --------- | -------- | --------- | --------- | ----------- | -------- | ------- | -------- | ------------ | ----------- | -------- | -------- |
| Regulára | 5         | 1        | 3         | 6         | 1           | 4        | 7       | 2        | 5            | 7           | 3        | 6        |

Po přenesení změny regulár na 1. ledna (kryly se s kalendářním rokem), byla regulára pro leden 2 a pro únor 5.

## Juliánský a gregoriánský kalendář
Dvacetiosmiletý kruh platí jen pro juliánský kalendář, týká se to i z něj odvozených konkurent a regulár. Pro gregoriánský kalendář bez provedení korekce tedy neplatí.